# United Shipbuilding Corporation
JSC United Shipbuilding Corporation (russisk: Объединённая судостроительная корпорация) er en russisk skibsværftkoncern, der bygger og vedligeholder skibe. Anno 2021 byggede de 80 % af alle nye skibe i Rusland.
Virksomheden blev etableret af Ruslands regering i 2007 og har hovedkvarter i Sankt Petersborg.
United Shipbuilding Corporation er ejer af Arctech Helsinki Shipyard i Finland.